# Halvmåne

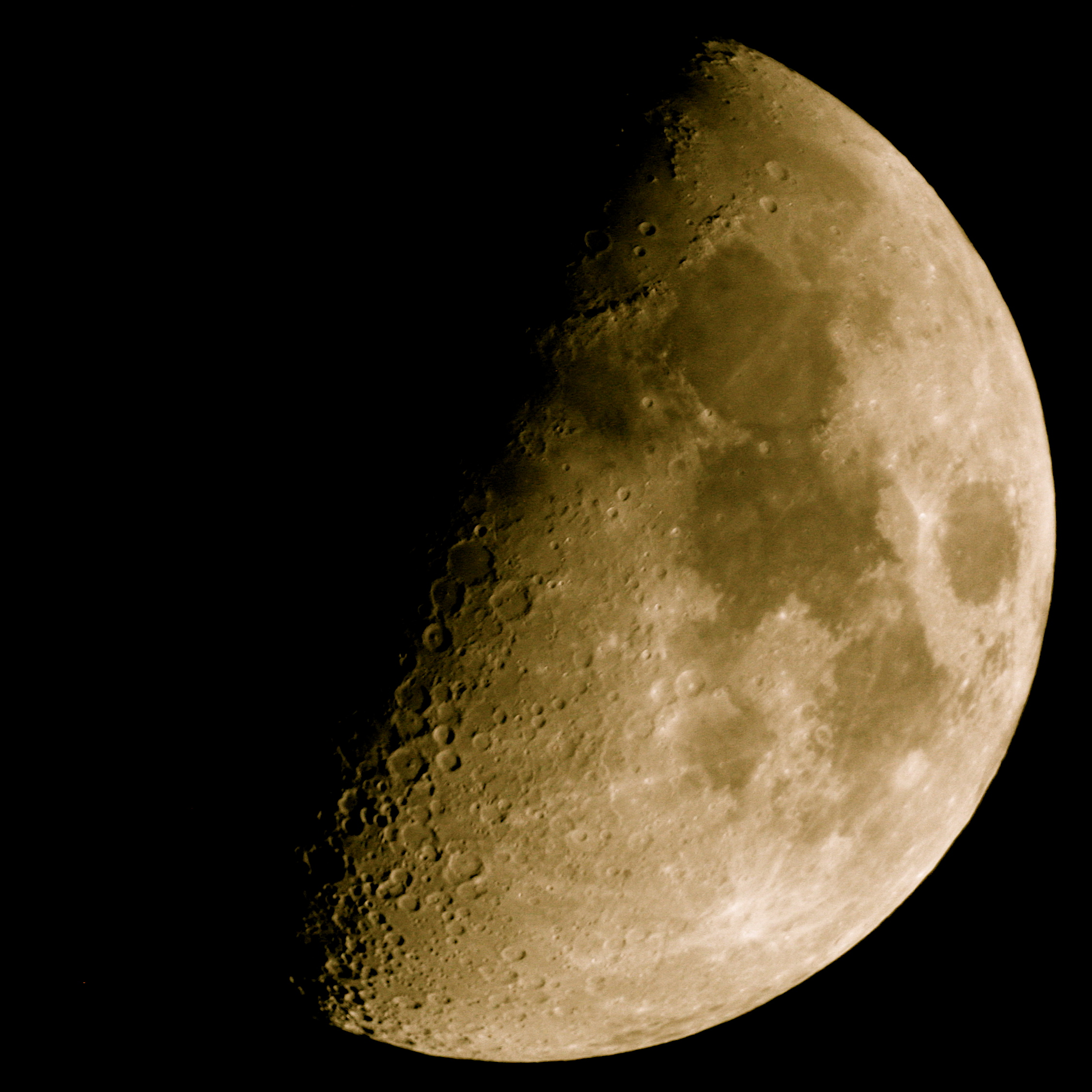
Halvmåne

Halvmåne avser månens utseende när solen belyser halva ytan, från jorden sett. Månen befinner sig då i kvadratur och har en rät vinkel i förhållande till solen.
Vid tilltagande och avtagande halvmåne (första respektive tredje kvarteret) belyses västra respektive östra månhalvan.
Halvmåne uppstår för att solen lyser på månen från olika håll. Månen roterar runt jorden på ungefär en månad, den tid det tar för månen att gå från fullmåne via halvmåne och vidare till en tunn skära i avtagande (när den blir mindre varje natt), och sedan från nymåne till en skära i tilltagande (när den blir större varje natt) via den motsatta halvmånen och tillbaka till fullmåne igen. Att månen går upp och ner under natten beror på att jorden roterar runt sin egen axel.
När ljuset kommer rakt från vänster blir det också halvmåne. Då är det den vänstra halvan som syns. Sedan blir den ljusa delen av månen mindre och mindre tills den slutligen inte syns alls. Därefter blir det nymåne igen.
När månen är till exempel halv lyser solen på den från sidan, och vi ser den upplysta sidan men inte den mörka sidan som solens strålar inte når. När månen är en tunn skära lyser solljuset något från sidan och mer eller mindre snett bakifrån på månen, så att vi bara ser dess upplysta kant. När månen är full lyser solen på månen från i stort sett samma håll som vi betraktar den ifrån.
Det är vanligt med olika uppfattningar om vad nymåne och andra måntermer står för.